# Tour de Vendée 1996
Il Tour de Vendée 1996, venticinquesima edizione della corsa e valida come evento del circuito UCI categoria 1.3, si svolse il 28 aprile 1996 per un percorso totale di 203,3 km. Fu vinta dal francese Laurent Desbiens che terminò la gara con in 4h53'27" alla media di 41,568 km/h.

## Ordine d'arrivo (Top 10)
| Pos. | Corridore            | Squadra          | Tempo    |
| ---- | -------------------- | ---------------- | -------- |
| 1    | Laurent Desbiens     | GAN              | 4h53'27" |
| 2    | Philippe Gaumont     | GAN              | s.t.     |
| 3    | Jacky Durand         | Agrigel          | a 12"    |
| 4    | François Simon       | GAN              | a 20"    |
| 5    | Frank Van Den Abeele | Cedico           | a 48"    |
| 6    | Frédéric Moncassin   | GAN              | a 1'23"  |
| 7    | Thierry Marie        | Agrigel          | a 1'25"  |
| 8    | Johan Capiot         | Collstrop-Lystex | a 2'22"  |
| 9    | Cyril Saugrain       | Aubervilliers 93 | s.t.     |
| 10   | Mika Hietanen        | Cedico           | s.t.     |